# Résolution 810 du Conseil de sécurité des Nations unies
Membres permanents
- Chine
- États-Unis
- France
- Royaume-Uni
- Russie

Membres non permanents
- Brésil
- Cap-Vert
- Djibouti
- Espagne
- Hongrie
- Japon
- Maroc
- Nouvelle-Zélande
- Pakistan
- Venezuela

Résolution no 809 Résolution no 811
La Résolution 810 du Conseil de sécurité des Nations unies fut adoptée à l'unanimité le 8 mars 1993. Après avoir rappelé les résolutions 668 (de 1990) et 745 (de 1992), le Conseil, après avoir déploré la poursuite de la violence politique au Cambodge en violation des accords de Paris ainsi que les attaques et la détention de membres de l'Autorité provisoire des Nations unies au Cambodge (APRONUC), a abordé les prochaines élections à l'Assemblée constituante, dans le cadre d'un processus de réconciliation nationale.
La résolution a approuvé la décision du Conseil national suprême du Cambodge de tenir des élections du 23 au 27 mai 1993, a exprimé sa satisfaction quant à l’inscription des électeurs et a exhorté toutes les parties à coopérer avec l’APRONUC aux préparatifs des élections. Le Conseil a également demandé à l'APRONUC de créer et de maintenir un environnement politique neutre propice à la tenue d'élections libres et régulières, demandant au Secrétaire général Boutros Boutros-Ghali d'informer le Conseil de sécurité de ces préparatifs avant le 15 mai 1993.
S'adressant aux parties cambodgiennes, dont le FUNCINPEC, le Front national de libération du peuple khmer, le Parti du Kampuchéa démocratique et le Parti de l'État du Cambodge, le Conseil a appelé tous à contribuer à créer la tolérance pour la concurrence politique pacifique, en tenant compte de la liberté d'expression, de réunion, de mouvement et de la presse et assurant au peuple cambodgien que le vote sera secret. Il a également exigé que toutes les parties mettent fin aux actes de violence et à toutes les menaces et intimidations commises pour des motifs politiques ou ethniques et qu'elles respectent les accords de Paris signés en 1991.
Le Conseil a ensuite exprimé sa confiance dans la capacité de l'APRONUC de tenir des élections libres et équitables et sa volonté d'approuver les résultats de l'élection à condition que l'ONU la certifie libre et équitable. Il a également reconnu que les Cambodgiens ont la responsabilité de convenir d'une constitution et de former un gouvernement dans les trois mois suivant les élections.
Le Conseil a conclu en saluant la décision du Conseil national suprême de protéger les ressources naturelles, demandant à toutes les parties de garantir la sécurité du personnel de l'APRONUC et de cesser les intimidations, et a demandé au Secrétaire général Boutros-Ghali de faire un rapport sur toute mesure supplémentaire nécessaire pour assurer la réalisation des accords de Paris.